# Straight from the Heart (Bryan Adams)
Straight from the Heart è una power ballad registrata da Bryan Adams nel febbraio 1983 ed estratta come primo singolo dall'album Cuts Like a Knife.
Il singolo fu il primo di Adams a raggiungere la top ten nella Billboard Hot 100, arrivando fino alla decima posizione. La canzone era stata originariamente registrata da Ian Lloyd tre anni prima, nel 1980, per l'album Third Wave Civilization. In seguito fu registrata una cover del brano anche da Bonnie Tyler nell'album Faster Than the Speed of Night del 1983.

## Tracce
7" Single
1. Straight from the Heart – 4:03
2. Cuts Like a Knife – 5:16

## Classifiche
| Classifica (1983)                | Posizione massima |
| -------------------------------- | ----------------- |
| Australia                        | 98                |
| Canada (adult contemporary)      | 1                 |
| Regno Unito                      | 51                |
| Stati Uniti                      | 10                |
| Stati Uniti (adult contemporary) | 29                |
| Stati Uniti (mainstream rock)    | 32                |